# Super Bowl III
Super Bowl III was de derde editie van de Super Bowl, de finale tussen de kampioenen van het American football. De wedstrijd werd gespeeld op 12 januari 1969 in de Miami Orange Bowl in Miami. De New York Jets wonnen de wedstrijd met 16–7 tegen de Baltimore Colts.

## NFL & AFL Championships en Super Bowl
|  | NFL & AFL Championships          | NFL & AFL Championships     |  |               | Super Bowl III             | Super Bowl III             |
|  |                                  |                             |  |               |                            |                            |
|  | Cleveland Stadium, 29 dec. (NFL) |                             |  |               |                            |                            |
|  | Baltimore Colts                  | 34                          |  |               |                            |                            |
|  | Cleveland Browns                 | 0                           |  |               | Miami Orange Bowl, 12 jan. | Miami Orange Bowl, 12 jan. |
|  |                                  |                             |  |               | Baltimore Colts            | 7                          |
|  | Shea Stadium, 29 dec. (AFL)      | Shea Stadium, 29 dec. (AFL) |  | New York Jets | 16                         |                            |
|  | New York Jets                    | 27                          |  |               |                            |                            |
|  | Oakland Raiders                  | 23                          |  |               |                            |                            |